# Cladonia mediterranea
Cladonia mediterranea är en lavart som beskrevs av P. A. Duvign. & Abbayes. Cladonia mediterranea ingår i släktet Cladonia och familjen Cladoniaceae.   Inga underarter finns listade i Catalogue of Life.